# Cantó de Mornant
El cantó de Mornant (en francès canton de Mornant) és una divisió administrativa francesa del departament del Roine, situat al districte de Lió. Té 22 municipis i el cap és Mornant.

## Municipis
- Ampuis
- Chaussan
- Condrieu
- Échalas
- Les Haies
- Loire-sur-Rhône
- Longes
- Mornant
- Riverie
- Saint-Andéol-le-Château
- Saint-Cyr-sur-le-Rhône
- Saint-Didier-sous-Riverie
- Sainte-Colombe
- Saint-Jean-de-Touslas
- Saint-Laurent-d'Agny
- Saint-Maurice-sur-Dargoire
- Saint-Romain-en-Gal
- Saint-Romain-en-Gier
- Saint-Sorlin
- Soucieu-en-Jarrest
- Trèves
- Tupin-et-Semons

## Consellers generals i departamentals
| Data d'elecció                           | Identitat     | Partit              | Qualitat |
| ---------------------------------------- | ------------- | ------------------- | -------- |
| 1945-1965                                | Jean Condamin | Divers droite       |          |
| 1965-1994                                | Jean Palluy   | CD, després UDF-CDS |          |
| 1994-2015                                | Paul Delorme  | UDF                 |          |
| les dades anteriors no són pas conegudes |               |                     |          |

| Data d'elecció | Identitat       | Partit | Qualitat             |
| -------------- | --------------- | ------ | -------------------- |
| 2015-          | Christiane Jury | LR     | Alcaldessa d'Échalas |
| 2015-          | Renaud Pfeffer  | LR     | Alcalde de Mornant   |